# Liste der Monuments historiques in Saint-Julien (Côte-d’Or)
Die Liste der Monuments historiques in Saint-Julien führt die Monuments historiques in der französischen Gemeinde Saint-Julien auf.

## Liste der Objekte
| Bezeichnung                        | Beschreibung                                                                          | Standort                       | Kennzeichnung | Schutzstatus | Datum | Bild |
| ---------------------------------- | ------------------------------------------------------------------------------------- | ------------------------------ | ------------- | ------------ | ----- | ---- |
| Grabstein für Alix de Thintre      | Kalkstein, bezeichnet 1313                                                            | in der Kirche St-Julien (Lage) | PM21001986    | Classé       | 1913  |      |
| Grabstein für Odet Pellerin        | Kalkstein, bezeichnet 132[x]                                                          | in der Kirche St-Julien (Lage) | PM21001987    | Classé       | 1913  |      |
| Grabstein für Pierre de Montoillot | Kalkstein, bezeichnet 1334                                                            | in der Kirche St-Julien (Lage) | PM21001988    | Classé       | 1913  |      |
| Grabstein für Estevenin Divian     | Kalkstein, bezeichnet 1344                                                            | in der Kirche St-Julien (Lage) | PM21001989    | Classé       | 1913  |      |
| Skulptur einer betenden Stifterin  | Kalkstein, zweite Hälfte des 15. Jahrhunderts                                         | in der Kirche St-Julien (Lage) | PM21001990    | Classé       | 1966  |      |
| Antependium                        | Wolle, um 1970, Entwurf Léon Zack                                                     | in der Kirche St-Julien (Lage) | PM21004128    | Inscrit      | 1994  |      |
| Altarkreuz und sechs Altarleuchter | Bronze, vergoldet, 19. Jahrhundert                                                    | in der Kirche St-Julien (Lage) | PM21006694    | Inscrit      | 2022  |      |
| Hauptaltar                         | Altartisch, Altaraufbau und Tabernakel; aus dem 19. Jahrhundert                       | in der Kirche St-Julien (Lage) | PM21006693    | Inscrit      | 2022  |      |
| Kronleuchter                       | Metall, Glas, 19. Jahrhundert                                                         | in der Kirche St-Julien (Lage) | PM21006692    | Inscrit      | 2022  |      |
| Gemälde Abendmahl                  | Ölfarbe auf Leinwand, vergoldeter Holzrahmen, 19. Jahrhundert; nach Leonardo da Vinci | in der Kirche St-Julien (Lage) | PM21006695    | Inscrit      | 2022  |      |